# Émile Mathieu
Émile Léonard Mathieu (Metz, 15 maggio 1835 – Nancy, 19 ottobre 1890) è stato un matematico francese.
Nato e cresciuto a Metz, frequenta le scuole della città, eccelle negli studi classici, mostrando notevoli abilità in Greco e Latino, ma quando, adolescente, scopre la matematica essa diventa il suo unico interesse. Entra all’Ecole Politechnique a Parigi, dove in soli diciotto mesi completa l'intero corso di studi; quindi continua i suoi studi per un dottorato in scienze che ottiene nel 1859, con una tesi sulle funzioni transitive, lavoro che lo porterà a scoprire i gruppi sporadici semplici  per i quali è oggi ricordato.
Nonostante i suoi notevoli risultati non riesce ad ottenere una cattedra universitaria a Parigi. Lavora per dieci anni come tutore privato insegnando matematica. Nel 1869 viene nominato professore di matematica a Besançon; cinque anni dopo si trasferisce a Nancy dove ottiene una cattedra di matematica; risiederà in questa città fino alla morte.
I principali lavori di Mathieu, dopo il suo iniziale interesse nella matematica pura, riguardano la fisica matematica. Alcuni dei suoi primi lavori concernono lo studio della luce; lavora alla polarizzazione della luce, mettendo in evidenza alcuni punti deboli nei risultati ottenuti da Cauchy sull'argomento. Studia la teoria del potenziale applicata all'elasticità, la diffusione del calore e le vibrazioni delle campane (un problema molto complesso). Studia il comportamento dei fluidi, esaminando in particolare le forze capillari. Inoltre si interessa di induzione magnetica e del problema dei tre corpi.
In un'opera del 1868 studia le vibrazioni di una membrana metallica ellittica in un fluido, e in tale occasione introduce le coordinate cilindriche ellittiche e le relative funzioni, oggi dette funzioni di Mathieu, una famiglia particolare delle funzioni ipergeometriche. Le funzioni di Mathieu sono soluzioni dell'equazione di Mathieu
{\displaystyle {\frac {d^{2}x}{dz^{2}}}=\left(a+16\,b\,\cos 2z\right)u=0}
Oggigiorno è soprattutto ricordato per la scoperta dei cinque gruppi sporadici semplici (vedi anche Classificazione dei gruppi semplici finiti) che portano il suo nome; probabilmente se avesse continuato i suoi importanti studi sulla teoria dei gruppi avrebbe raggiunto una fama maggiore, sia presso i suoi contemporanei che presso i posteri.
In suo onore all'asteroide 27947 Emilemathieu è stato dato il suo nome.

## Opere
- Dynamique analytique[collegamento interrotto] (Paris: Gauthier-Villars, 1878)
- Traité de physique mathématique[collegamento interrotto] (Paris: Gauthier-Villars, 1873-1890)
- -Théorie de l'élasticité des corps solides (Paris: Gauthier-Villars, 1890)